# Saint-Capraise-d'Eymet
Saint-Capraise-d'Eymet is een gemeente in het Franse departement Dordogne (regio Nouvelle-Aquitaine) en telt 150 inwoners (1999). De plaats maakt deel uit van het arrondissement Bergerac.

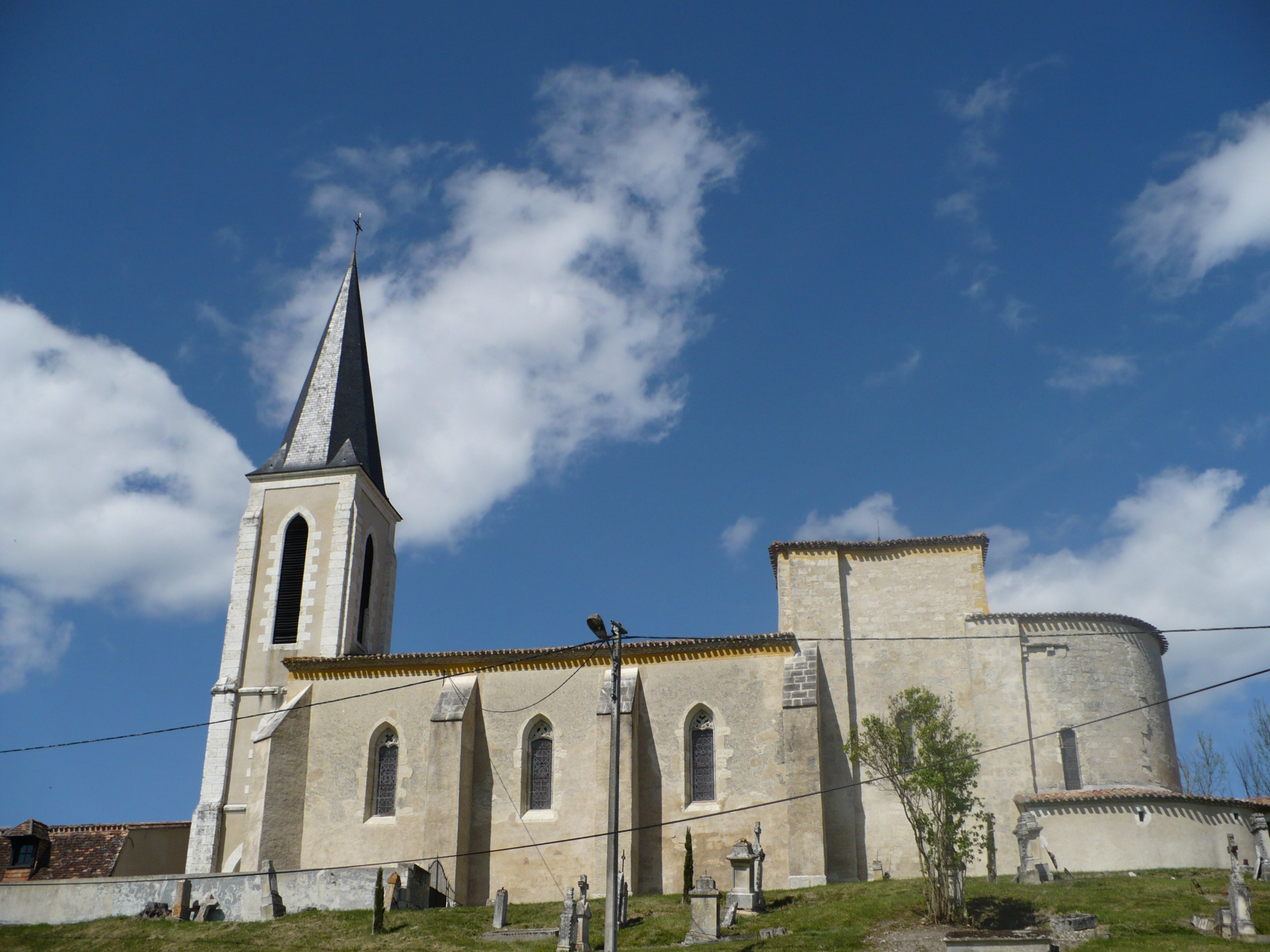
Saint-Capraise-d'Eymet

## Geografie
De oppervlakte van Saint-Capraise-d'Eymet bedraagt 10,9 km², de bevolkingsdichtheid is 13,8 inwoners per km².
De onderstaande kaart toont de ligging van Saint-Capraise-d'Eymet met de belangrijkste infrastructuur en aangrenzende gemeenten.

## Demografie
Onderstaande figuur toont het verloop van het inwonertal (bron: INSEE-tellingen).